# Генрих XXIX
Генрих XXIX, граф Рейсс-Эберсдорф (нем. Heinrich XXIX. (Reuß-Ebersdorf); 21 июля 1699, Эберсдорф — 22 мая 1747, Херрнхаг) — граф Младшей линии Рейсса, граф Рейсс-Эберсдорфа (1711—1747).

## Биография
Генрих XXIX родился в семье Генриха X, графа Рёйсс-Эберсдорфа и Эрдмуте Бенигны Зольмс-Лаубахской. Генрих рос строго по рекомендациям пиетизма. Вскоре он подружился с графом Николаем Людвигом Цинцендорфом. 7 сентября 1621 года в Кастелле он женился на Софи Теодоре (1703—1777), дочери Дитриха Вольфганга, графа Кастелль-Ремлингена и Доротеи Ренаты, графини Зинзендорфа (1699—1743). На свадьбе граф Николай Цинцендорф познакомился с сестрой Генриха, Эрдмутой Доротеей, а ровно через год, они сыграли свадьбу.
При Генрихе XXIX была построена Моравская церковь в Эберсдорфе. Так как в данной церкви практически полностью отсутствовали классовые различия, все жители деревни собирались в бальном зале, молились и пели церковные гимны. Граф и его слуги должны были обращаться ко всем как «братья».

## Семья
У Графа Генриха XXIX и у графини Софии Теодоры было 13 детей:
- Ренате Бенигна (1722–1747).

- Генрих XXIV (1724–1779), граф Рейсс-Эберсдорф.

- Генрих XXVI (1725–1796).

- Генрих XXVIII (30 августа 1726 — 10 мая 1797), женился на Агнес Софи (1720–1791), дочери Эрдманна II Промницкого.

- Софи Аугусте (1728–1753), вышла замуж в 1748 году за барона Людвига вон Вайтельфшаузена.

- Шарлотта Луизе (1729–1792).

- Генрих XXXI (1731–1763).

- Генрих XXXII (1733—1756), убит в Лобозицкой битве 1 октября 1756 года.

- Генрих XXXIII (1734–1791).

- Генрих XXXIV (1737–1806).

- Кристиан Элеоноре (1739–1761).

- Мари Элизабет (1740–1784), вышла замуж в 1765 году за Генриха XXV, графа Рёйсс-Лобенштайн.

- Йоханна Доротея (1743–1801) вышла замуж в 1770 году за Кристофа Фридриха Левина вон Тротха.